# Канделарија
Канделарија (шп. Candelaria) град је у Шпанији у покрајини Санта Круз де Тенерифе. Према процени из 2017. у граду је живело 26 746 становника. На овом месту је базилика Вирхен де Канделарија, заштитнице Канарских острва и место ходочашћа.

## Становништво
Према процени, у граду је 2017. живело 26 746 становника.
| 1970. | 1981. | 1991.  | 2001.  | 2011.  | 2017.  |
| ----- | ----- | ------ | ------ | ------ | ------ |
| 5 625 | 7 154 | 10 688 | 13 595 | 25 957 | 26 746 |